# Manulea cephalotes
Manulea cephalotes là một loài thực vật có hoa trong họ Huyền sâm. Loài này được Thunb. mô tả khoa học đầu tiên.